# 森青花
森 青花（もり せいか、女性、1958年 -）は日本の小説家（SF作家）。福岡県生まれ。

## 経歴・人物
京都大学文学部独文科卒。1999年、第11回日本ファンタジーノベル大賞の優秀賞受賞作品、『BH85』でデビューした。
新聞記者の夫と二人暮らしであり、百貨店勤務を経て現在に至る。尊敬する作家としてアントニオ・タブッキを上げている。

## 書籍
- BH85（1999年12月、新潮社）
- さよなら（2003年9月、角川書店）
- BH85 ―青い惑星（ほし）、緑の生命（いのち）（2008年8月、徳間デュアル文庫）

## 寄稿誌・アンソロジー収録作品
- コラム招待席「ああ、恥ずかし」-『小説新潮』第54巻第2号（2000年2月）
- 「銀の横綱」-『S-Fマガジン』2001年2月号
- 「懐かしい町」-『波』第34巻第6号（2000年6月、新潮社）
- 「闇鍋」-『短篇ベストコレクション 現代の小説2002』（2002年5月、徳間文庫）
- 「砲丸のひと」-『紅と蒼の恐怖』（2002年8月、祥伝社ノン・ノベル）
- 「ムラサキくん」-『紫迷宮』（2002年12月、祥伝社文庫）
- 「あおいちゃん」-『邪香草』（2003年4月、祥伝社文庫）
- 「ヴェンデッタ」-『異形コレクション 夏のグランドホテル』（2003年6月、光文社文庫）
- 「Tableau vivant活人画」-『異形コレクション 教室』（2003年9月、光文社文庫）
- 「龍の壺」-『短篇ベストコレクション 現代の小説2006』（2006年6月、徳間文庫）
- 「うさぎがぴょん!」-『SF Japan 2007 spring』（2007年、徳間書店）
- 「夢色いろ」-『万象』（2018年12月、惑星と口笛ブックス）
- 「八木沼さん・夏」 - 『万象ふたたび』（2021年2月、惑星と口笛ブックス）
- 「ちゃとらのチャトラン」-『万象３』（2023年12月、惑星と口笛ブックス）
- 「李賀書房」-『幻想と怪奇 不思議な本棚 ショートショート・カーニヴァル 』 （2024年6月、新紀元社）
- 「女優だった」-『幻想と怪奇〈15〉霊魂の不滅―心霊小説傑作選』 （2024年2月、新紀元社）